# 岩倉和憲
岩倉 和憲（いわくら かずのり）は、日本のアニメーター、キャラクターデザイナー。J.C.STAFF所属。
キャラクターデザインとして名を馳せつつ、戦闘シーンやメカニックも担当する器用な腕を持つ。広告用ピンナップイラストを描くことも多い事で知られている。
Gペンを使って線を細く描く事を得意とし、キャラクターの身長を均一に描く事が特徴。

## 参加作品
（）内は担当話数。

### テレビアニメ
- 熱血最強ゴウザウラー（1993年）作画監督（28話）
- バトルスピリッツ 龍虎の拳（1993年）キャラクターデザイン、総作画監督
- SAMURAI SPIRITS 〜破天降魔の章〜 （1994年）キャラクターデザイン、総作画監督
- 獣戦士ガルキーバ（1995年）作画監督（4話）
- 十二戦支 爆烈エトレンジャー（1995年）原画（5話）
- 少女革命ウテナ（1997年）原画（1・25・28・32・34話）
- BURN-UP EXCESS（1997年）メカニックデザイン
- 魔術士オーフェン（1998年）後期ED、作画監督（第2・8・12・23・24話）、作監補（第15話）、原画（1・2・8・15・21・23・24話）
- 魔術士オーフェン Revenge（1999年）絵コンテ（OP1、ED2）、演出（OP1、ED2）、作画（OP1、ED2）、原画（12・21・23話）
- パワーストーン（1999年）原画（20話）
- それゆけ!宇宙戦艦ヤマモト・ヨーコ（1999年~2000年）原画（16・18・22話）、OP原画
- だぁ!だぁ!だぁ!（2000年）原画（8・14話）
- へっぽこ実験アニメーション エクセル♥サーガ（2000年）原画（26話）
- 魔法戦士リウイ（2001年）キャラクターデザイン、総作画監督、作画監督（OP、ED）
- 藍より青し（2002年）キャラクターデザイン[1]
- ガンパレード・マーチ 〜新たなる行軍歌〜（2003年）メインメカニックデザイン、メカニック総作画監督、作画監督（12話）、メカ作画監督（1・2・5・7・9・10・12話）、作監補佐（11話）、原画（1・3話）
- 真月譚 月姫（2003年）原画（1話）
- 藍より青し〜縁〜（2003年）キャラクターデザイン、作画監督（OP、ED）
- 光と水のダフネ -DAPHNE IN THE BRILLIANT BLUE-（2004年）キャラクターデザイン、作画監督（OP、8・19・22・24話）
- LOVELESS（2005年）キャラクターデザイン、作画監督
- 灼眼のシャナ（2005年）OP原画
- あさっての方向。（2006年）作画監督（第2・6・11話）、原画（1・11話）
- ウィンターガーデン（2006年）原画（後編）
- スカイガールズ（2007年）キャラクターデザイン、OP作画監督
- キミキス pure rouge（2007年）キャラクターデザイン、作画監督（1話）
- 隠の王（2008年）キャラクターデザイン、作画監督（OP、第26話）
- とある魔術の禁書目録（2008年）原画（2話）
- とらドラ!（2008年）総作画監督（20・22話）、作画監督（13・17・25話）
- 初恋限定。（2009年）原画（9・12話）
- 青い花（2009年）総作画監督補佐（9話）、作画監督（3・8話）
- とある科学の超電磁砲（2009年）作画監督（2話）
- 裏切りは僕の名前を知っている（2010年）作画監督（8話・13話）
- おとめ妖怪 ざくろ（2010年）OP原画
- 緋弾のアリア（2011年）キャラクターデザイン[2]、総作画監督（6・8・12話）、作画監督（1話、OP、ED）
- 灼眼のシャナIII-FINAL-（2011年）原画（OP）
- リトルバスターズ!（2012年）作画監督（6・26話・番外編）、原画（OP）
- さくら荘のペットな彼女（2012年）原画（OP）
- とある科学の超電磁砲S（2013年）原画（OP）
- リトルバスターズ! 〜Refrain〜（2013年）総作画監督（5・8・10・12話）、作画監督（1話）
- まじもじるるも（2014年）キャラクターデザイン、総作画監督（1・3・4・5・6・8・10話）、作画監督（OP、ED）
- ダンジョンに出会いを求めるのは間違っているだろうか（2015年）作画監督（2話）、原画（8話）
- ヘヴィーオブジェクト（2015年）銃器作画監督（2・18・19・21話）、メカ・エフェクト作画監督（8話）
- アリスと蔵六（2017年）キャラクターデザイン、OP作画監督
- バチカン奇跡調査官（2017年）キャラクターデザイン
- プラネット・ウィズ（2018年）アニメーションキャラクターデザイン[3][4]、作画監督（1話）、総作画監督（1話）

### 劇場アニメ
- 銀河英雄伝説 黄金の翼（1992年）メカニック設定・原画
- 銀河英雄伝説 新たなる戦いの序曲（1993年）作画監督補佐・原画
- 蒼い記憶 満蒙開拓と少年たち（1993年）原画
- スレイヤーズRETURN（1996年）原画
- 少女革命ウテナ〜アドゥレセンス黙示録（1999年）原画
- デジモンアドベンチャー ぼくらのウォーゲーム!（2000年）原画
- 映画 おジャ魔女どれみ♯（2000年）原画
- 劇場版 とある魔術の禁書目録 -エンデュミオンの奇蹟-（2013年）作画監督

### OVA
- ワット・ポーとぼくらのお話（1988年、動画）
- ニューイヤー星調査行（1990年、メカニカルデザイン）
- ポストの中の明日（1990年、動画）
- 絶滅の島（1991年、動画チェック）
- 銀河英雄伝説（1991~1992年）原画（48・51話）、動画（31・34・41話）
- 破妖の剣-漆黒の魔性（1993年）原画（2話）
- 新世紀GPXサイバーフォーミュラZERO（1994~1995年）作監補佐（2話）、作監協力（7・8話）、原画（1・8話）
- 淫獣女教師（1995年）原画 ※18禁
- 神秘の世界エルハザード（1995年）原画（5話）
- 世紀末★ダーリン（1996年）キャラクターデザイン・作画監督
- 闘神伝（1996年）原画（1話）
- 超人学園ゴウカイザー THE VOLTAGE FIGHTERS（1996年）作画監督
- 新破裏拳ポリマー（1996年）原画（1話）
- マスターモスキートン（1996年）原画（1話）
- スレイヤーズえくせれんと（1998年）原画（1話）
- エイリアン9（2001~2002年）クリーチャーデザイン、絵コンテ・演出・作画監督（第1 - 4話）、原画（第1 - 4話）
- スカイガールズ（2006年）キャラクターデザイン、作画監督、原画
- リトルバスターズ! EX（2014年）総作画監督（1 - 3話)
- まじもじるるも 完結編（2019年）キャラクターデザイン[5]

### ゲーム
- スレイヤーズ ろいやる（1997年）キャラクターデザイン・作画監督・ゲーム画面原画
- シャイニング・フォース イクサ（2007年）OP原画